# Sophie Kleeberg
Sophie Kleeberg (30 maggio 1990) è un'ex pesista tedesca.

## Biografia
Nella XXVI Universiade nel getto del peso giunse seconda dietro alla russa Irina Tarasova (medaglia d'oro con 18,02 m) con 14,94 m giunse terza ai campionati del mondo allievi di atletica leggera del 2007.
Dopo alcuni problemi fisici ed un infortunio alla spalla, ha deciso di ritirarsi dalla carriera sportiva nel mese di agosto 2014 per dedicarsi ai suoi studi di pedagogia presso l'Università di Chemnitz.

## Palmarès
| Anno | Manifestazione    | Sede      | Evento         | Risultato | Misura  | Note                          |
| ---- | ----------------- | --------- | -------------- | --------- | ------- | ----------------------------- |
| 2007 | Mondiali allievi  | Ostrava   | Getto del peso | Bronzo    | 14,94 m |                               |
| 2008 | Mondiali juniores | Bydgoszcz | Getto del peso | 5ª        | 16,06 m |                               |
| 2009 | Europei juniores  | Novi Sad  | Getto del peso | Bronzo    | 15,95 m |                               |
| 2011 | Europei indoor    | Parigi    | Getto del peso | 6ª        | 17,63 m | Miglior prestazione personale |
| 2011 | Europei under 23  | Ostrava   | Getto del peso | Argento   | 17,92 m | Miglior prestazione personale |
| 2011 | Universiade       | Shenzhen  | Getto del peso | Argento   | 17,48 m |                               |
| 2013 | Universiadi       | Kazan'    | Getto del peso | 9ª        | 16,90 m |                               |